# Джон Уейн
Марион Робърт Морисън (на английски: Marion Robert Morrison), познат със своя професионален псевдоним Джон Уейн (John Wayne) и наричан от американските си почитатели „Дюк“ (Duke – Дукът), е американски актьор, режисьор, продуцент и носител на Президентския медал за свобода. В продължение на три десителетия той е един от най-известните и високоплатени холивудски артисти, натрупал слава със своите емблематични роли в уестърн филмите.
Преди филмовата си кариера Уейн се занимава с американски футбол. Кариерата му в киното започва още от нямото кино. До края на 30-те участва в множество незначителни и евтини филми, най-често уестърни. Негов сериозен пробив в киното се счита лентата от 1939 г. „Дилижанс“. Играе предимно във филми на американските режисьори Джон Форд и Хауърд Хоукс. Създава образа на грубоват, но честен каубой от прерията. През 1960 г. с филма „Аламо“ прави своя режисьорски дебют. Уейн е една от най-известните кинозвезди от „Златната ера на Холивуд“. През 1999 г. Американският филмов институт включва Уейн под номер 13 в класацията на най-големите звезди мъже на класическото холивудско кино.
Уейн е превърженик на десните политически идеи. Открито одобрява сенатор Маккарти и намесата на американските войски в конфликта във Виатнам през 60-те.

## Биография

### Ранни години
Марион Робърт Морисън е роден на 26 май 1907 г., на Втора южна улица № 224 в Уинтърсет, Айова. Местният вестник „Уинтърсет Мадисониан“ оповестява на четвърта страница на изданието си от 30 май 1907 г., че Марион тежи 13 фунта (около 6 кг). Уейн твърди, че неговото бащино име скоро е променено на Майкъл, след като родителите му решават, че следващото им дете ще се казва Робърт. Изследваният обаче не показват такива официални промени. Официалното име на Уейн остава Мериън Робърт Морисън през целия му живот. Бащата на Уейн Клайд Ленърд Морисън (1884 – 1937) е син на ветерана от Гражданската война Мериън Майкъл Морисън (1845 – 1915). Майката на Уейн Мери „Моли“ Алберта Браун (1885 – 1970) е от Ланкастър, окръг Небраска. Уейн има шотландски, английски и ирландски корени. Неговият прапрадядо Робърт Морисън (роден 1782) напуска графство Антрим, Ирландия с майка си и пристига в Ню Йорк 1799 г. и се установяват в Адамс, Охайо. Семейство Морисън са дошли от Западните острови на Шотландия. Уейн е отгледан в презвитерианската вяра.
Семейството на Уейн се премества в Палмдейл, Калифорния, а след това през 1916 г. в Глендейл на улица Изабел № 404, където баща му работи като фармацевт. Посещава гимназия „Глендейл Юниън“ (Glendale Union), където се представя добре както в спорта, така и в академичните среди. Уейн е част е от футболния отбор на гимназията и отбора по разискване. Той е президет на Обществото на латинците и допринася за спортната рубрика във вестника на училището.  Местен пожарникар започва да го нарича „Малкия херцог“ (Little Duke), защото винаги е ходил с огромния си ердел териер кръстен Дюк (Duke), Уейн предпочита „Дюк“ пред „Марион“ и прякорът остава. Уейн посещава средното училище на Уилсън в Глендейл. Като тийнейджър работи в магазин за сладолед на човек, който подковава коне за холивудските ателиета. Също така е активен като член на Ордена на Демолай. Играе футбол за отбора на гимназията Глендейл от 1924 г. в лигата.
Уейн кандидатства във Военно-морската академия на САЩ, но не е приет. Вместо това се записва Южнокалифорнийския университет, специалност начално право. Той е член на студентските братства „Троянските рицари“ и „Сигма Хи“. Също така е в университетския отбор по американски футбол с треньор Хауърт Джоунс. Травма на ключицата прекратява спортната кариера на Уейн. По-късно актьорът отбелязва, че се уплашил от реакцията на Джоунс, ако разберял, че е счупил костта при сърфиране със сърф. Уейн губи спортната си стипендия и трябва да напусне университета.

### Професионална кариера
Режисьорът Джон Форд и звездата от немите уестърни Том Микс наемат Уейн като реквизитор и статист. Микс прави това като услуга за треньора Джоунс, който дава на актьора билети за игрите на USC (абриаватура на Южнокалифорнийски университет). По-късно Уейн преписва своето актьорско държане, в частност походката си, повлияни от запознанството му с националния американски герой Уайът Ърп, който е близък приятел на Том Микс. Скоро Уейн започва да играе в малки роли във филмите и установява приятелство с Джон Форд, което ще се превърне в един от най-емблематичните тандеми в американското кино. В този период от своята кариера той изиграва второстепенна роля, която не е вписана в крайните надписи, като часовой във филма от 1926 г. „Барделис Великолепният“ (екранизация на едноименния роман на италиано-американския писател Рафаел Сабатини). Също така Уейн се появява заедно своите съотборници от USC, в футболните сцени на лентите: „Красивият г-н Браун от Харвард“ (1926), „Директен удар“ (1927) и „Приветствие“ (1929) и „Ще те направя човек“ (1931).
Докато изпълнява малка роля във филма „Думи и музика“ (1929) от компанията „Фокс филм“, той е вписан в актьорския състав като Дюк Морисън. Това е единственият път, когато Уейн използва този псевдоним. Режисьорът Раул Уолш забелязва актьора, докато мести мебели в студиото като работник по реквизита, и го избира за първата му главна роля в „Големият път“ (1930). За сценичен псевдоним Уолш предлага „Антъни Уейн“ в чест на генерала от Американската революция Антъни Уейн. Шефът на „Фокс Студиос“ Унфийлд Шийан не приема името, защото звучи „твърде италианско“. Тогава Уолш предлага „Джон Уейн“. Шийан се съгласява и без да бъде дори питан, Уейн получава нов псевдоним. Заплатата на актьора се вдига на 105 долара на седмица.
„Големият път“ е един от първите мащабни филми на звуковата ера в Холивуд с бюджет над 2 милиона долара (над 32,8 милиона през 2021 г.) Лентата използва голям брой статисти и мащабни снимки на американския югозапад, по онова време все още до голяма степен ненаселен. За да се възползва напълно от спиращия дъха пейзаж, кинопродуктът е заснет в две версии, стандартна 35-mm и друга в новия филмов процес „Грандюр“ във формат, използващ иновативна камера и обективи. Мнозина от зрителите, които са се насладили на Грандюр изживяването, аплодират нововъведението. Но само няколко киносалона имат нужната техника за излъчване на толкова широкоекранен филм. Усилията на екипа и създателите накрая излизат напразни. Кинолентата е смятана за огромен боксофис провал по това време, но оценена от съвременните критици като иновативна.

### Персонален живот
Джон Уейн е женен три пъти и се е развеждал два пъти. Трите му съпруги включват една от испано-американски произход – Джозефин Алиша Сенс, една от Мексико – Есперанса Баур и една от Перу – Пилар Палет. Той има четири деца с Джозефин: Майкъл Уейн (23 ноември 1934 – 2 април 2003), Мери Антония (Тони) Уейн ЛаКава (25 февруари 1936 – 6 декември 2000), Патрик Уейн (роден на 15 юли 1939 г.), и Мелинда Уейн Муньос (родена на 3 декември 1940 г.). Той има още три деца с Пилар: Айса Уейн (родена на 31 март 1956 г.), Джон Итън Уейн (роден на 22 февруари 1962 г.) и Мариса Уейн (родена на 22 февруари 1966 г.).
Няколко от децата на Уейн влизат във филмовата и телевизионната индустрия. Синът му Итън е включен като Джон Итън Уейн в няколко филма и изиграва една от водещите роли в актуализацията на телевизионния сериал „Адам-12“ от 1990-те години. Внучката му Дженифър Уейн е член на кънтри музикалната група Runaway June.
Най-бурният му развод е с Есперанса Баур, бивша мексиканска актриса. Тя вярва, че Уейн и звездата Гейл Ръсел имат връзка – твърдение, което Уейн и Ръсел отричат. В нощта на премиерата на филма „Ангел и лошият човек“ (1947) има обичайното парти за актьорите и екипа и Уейн се прибира у дома много късно. Когато пристига, Есперанса е в пиянски гняв и се опитва да го застреля, докато той минава през входната врата.
Уейн има няколко връзки с високопоставени дами, включително с Мерле Оберон, която продължава от 1938 до 1947 г. След раздялата си с Пилар през 1973 г. Уейн има романтична връзка и живее с бившата си секретарка Пат Стейси (1941 – 1995) до смъртта си през 1979 г. Стейси публикува книга за живота си с него през 1983 г., озаглавена „Дюк: Любовна история“ („Duke: A Love Story“).

### Смърт
Въпреки че се записва в проучване за ваксина срещу рак в опит да предотврати болестта, Уейн умира от рак на стомаха на 11 юни 1979 г. в медицинския център на UCLA в Лос Анджелис. Погребан е в гробището на мемориалния парк „Пасифик вю“ (Pacific View) в Корона дел Мар, Нюпорт Бийч. Според сина му Патрик и внука му Матю Муньос, който е бил свещеник в калифорнийската епархия Оранж, Уейн е приел римокатолицизма малко преди смъртта си. Той иска на надгробната му плоча да пише Feo, Fuerte y Formal („Грозен, Силен и Достоен“). Гробът му не е маркиран в продължение на 20 години.
От целия актьорски състав и екип, заснели филма „Завоевателят“ (1956) на място близо до Сейнт Джордж, Юта, 91 души развиват някаква форма на рак по различно време. Сред заболелите са Уейн, Сюзън Хейуърд, Агнес Мурхед, Педро Армендарис и режисьорът Дик Пауъл. Филмът е заснет в югозападната част на Юта, наблизо са правени последните тестове на американското правителство за ядрени оръжия. Мнозина твърдят, че радиоактивните отпадъци от тези тестове са замърсили местоположението на филма и са отровили екипа, работещ там. Въпреки предположението, че ракът на белите дробове на Уейн от 1964 г. и ракът на стомаха му през 1979 г. са резултат от ядрено замърсяване, той вярва, че ракът на белите дробове е резултат от неговия навик да пуши по шест кутии цигари на ден.

## Избрана филмография
| Година | Филм                                   | Оригинално заглавие              | Роля                                  | Режисьор              |
| ------ | -------------------------------------- | -------------------------------- | ------------------------------------- | --------------------- |
| 1930   | Големият път                           | The Big Trail                    | Брек Колман                           | Раул Уолш             |
| 1932   | Обуздай го, каубой                     | Ride Him, Cowboy                 | Джон Друри                            | Фред Алън             |
| 1939   | Дилижанс                               | Stagecoach                       | Хенри „The Ringo Kid“ (Ринго хлапето) | Джон Форд             |
| 1940   | Дълго пътешествие към дома             | The Long Voyage Home             | Оле Олсън                             | Джон Форд             |
| 1942   | Среща във Франция                      | Reunion in France                | Пат Талбот                            | Жул Дасен             |
| 1948   | Ред Ривър                              | Red River                        | Томас „Том“ Дънсън                    | Хауърд Хоукс          |
| 1948   | Форт Апачи                             | Fort Apache                      | Капитан Кърби Йорк                    | Джон Форд             |
| 1948   | 3 Кръстника                            | 3 Godfathers                     | Робърт Мармадюк Сангстър Хайтауър     | Джон Форд             |
| 1949   | Тя носеше жълта панделка               | She Wore a Yellow Ribbon         | Капитан Нейтън Бритълс                | Джон Форд             |
| 1949   | Пясъците на Иво Джима                  | Sands of Iwo Jima                | Сержант Джон М. Стрикер               | Алън Дуан             |
| 1950   | Рио Гранде                             | Rio Grande                       | Подполковник Кърби Йорк               | Джон Форд             |
| 1952   | Тихият човек                           | The Quiet Man                    | Шон Торнтън                           | Джон Форд             |
| 1953   | Хондо                                  | Hondo                            | Хондо Лейн                            | Джон Фароу            |
| 1955   | Преследване в морето                   | The Sea Chase                    | Капитан Карл Ерлих                    | Джон Фароу            |
| 1956   | Следотърсачите                         | The Searchers                    | Итън Едуардс                          | Джон Форд             |
| 1957   | Крилата на орлите                      | The Wings of Eagles              | Франк (Сприг) Уад                     | Джон Форд             |
| 1957   | Легенда за изгубените                  | Legend of the Lost               | Джо Дженуъри                          | Хенри Хатауей         |
| 1959   | Рио Браво                              | Rio Bravo                        | Джон Т.Ченс                           | Хауърд Хоукс          |
| 1959   | Кавалеристите                          | The Horse Soldiers               | полковник Джон Марлоу                 | Джон Форд             |
| 1960   | Аламо                                  | The Alamo                        | Дейви Крокет                          | Джон Уейн             |
| 1960   | На север, към Аляска                   | North to Alaska                  | Сам Маккорд                           | Хенри Хатауей         |
| 1962   | Човекът, който застреля Либърти Валънс | The Man Who Shot Liberty Valance | Том Донифон                           | Джон Форд             |
| 1962   | Хатари!                                | Hatari!                          | Шон Мърсър                            | Хауърд Хоукс          |
| 1962   | Най-дългият ден                        | The Longest Day                  | Бенджамин Вандервоорт                 |                       |
| 1962   | Завладяването на Дивия Запад           | How the West Was Won             | генерал Уилям Шърман                  | Хатауей, Форд, Маршал |
| 1963   | Рифът на Донован                       | Donovan's Reef                   | Майкъл Патрик (Гънс) Донован          | Джон Форд             |
| 1963   | Маклинтък!                             | McLintock!                       | Джордж Маклинтък                      | Андрю Маклаглън       |
| 1965   | Синовете на Кейти Елдър                | The Sons of Katie Elder          | Джон                                  | Хенри Хатауей         |
| 1966   | Ел Дорадо                              | El Dorado                        | Коул Торнтън                          | Хауърд Хоукс          |
| 1967   | Военният фургон                        | The War Wagon                    | Тау Джаксън                           | Бърт Кенеди           |
| 1968   | Зелените барети                        | The Green Berets                 | Полковник Майк Кърби                  | Джон Уейн, Рей Келог  |
| 1969   | Непреклонните                          | True Grit                        | Рустър Когбърн                        | Хенри Хатауей         |
| 1969   | Непобедимите                           | The Undefeated                   | Полковник Джон Хенри Томас            | Андрю Маклаглън       |
| 1971   | Големия Джейк                          | Big Jake                         | Джейĸ MaĸKендълс                      | Джордж Шърман         |
| 1972   | Каубоите                               | The Cowboys                      | Уил Андерсен                          | Марк Райдел           |
| 1973   | Обирджии на влакове                    | The Train Robbers                | Лейн                                  | Бърт Кенеди           |
| 1973   | Кейхил щатски шериф                    | Cahill U.S. Marshal              | щатски шериф Дж. Д. Кейхил            | Андрю Маклаглън       |
| 1975   | Браниган                               | Brannigan                        | Лейтенант Джеймс Браниган             | Дъглас Хикокс         |
| 1975   | Рустър Когбърн                         | Rooster Cogburn                  | Шериф Рубен Джей (Рустър) Когбърн     | Стюарт Милър          |
| 1976   | Стрелецът                              | The Shootist                     | Джон Бърнард Букс                     | Дон Сийгъл            |